# Roman de aventuri

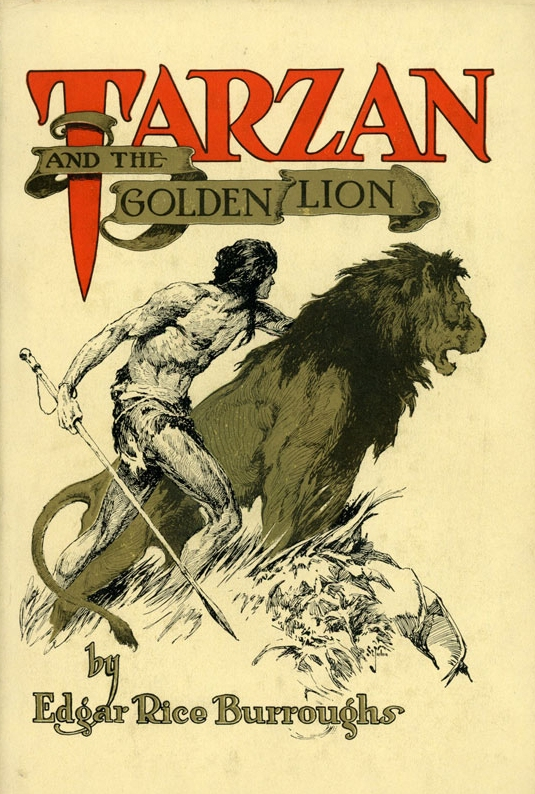
Copertă a romanului Tarzan and the Golden Lion

Romanul de aventuri este un subgen al romanului a cărui temă principală este aventura.

## Istorie
Aventurile au fost temă obișnuită încă din perioada primelor lucrări de ficțiune. Un punct comun al tuturor romanelor de iubire erau o serie de încercări care testau loialitatea și tăria de caracter a eroului. 
Genul a început să se diversifice spre mijlocul secolului al XIX-lea. Printre autorii acelei perioade se numără
- Sir Walter Scott
- Alexandre Dumas, père[1](Cei trei mușchetari)
- Jules Verne
- H. Rider Haggard
- Victor Hugo[2]
- Emilio Salgari(Seria Pirații din Malaesia)
- Louis Henri Boussenard
- Thomas Mayne Reid
- Sax Rohmer
- Edgar Wallace
- Robert Louis Stevenson.

Romanul de aventuri se întrepătrunde cu alte genuri literare precum romane de război, romane polițiste, science fiction și fantezie.